# Armée du Tennessee occidental

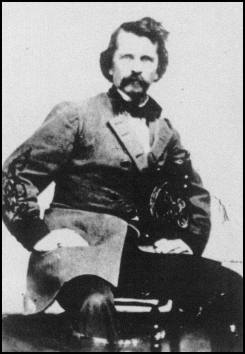
Major général Earl van Dorn

L'armée du Tennessee occidental est une armée confédérée de courte durée dirigée par le major général Earl Van Dorn, qui combat principalement lors de la deuxième bataille de Corinth.
L'armée est organisée à partir d'éléments de l'armée de l'Ouest le 28 septembre 1862, avec Earl Van Dorn son premier et seul commandant. Le 24 novembre 1862, l'adjudant général Samuel Cooper prend la décision que le nom et la fonction de l'armée sont « mauvais » et le 9 décembre 1862, les unités de l'armée du Tennessee occidental rejoignent l'armée du Mississippi sous les ordres du lieutenant général John C. Pemberton.

## Histoire
Dans le cadre de ses préparatifs pour l'offensive sur Perryville, le général Braxton Bragg divise le Mississippi en plusieurs commandements : le major-général Earl Van Dorn reçoit le commandement du district du Mississippi, centré sur Vicksburg, et le major-général Sterling Price reçoit le district du Tennessee, couvrant le nord-ouest du Mississippi et du nord-est de l'Alabama. Bragg prévoit que Price empêchera les forces de l'Union d'Ulysses S. Grant et de William Rosecrans dans l'ouest du Tennessee de renforcer les forces de l'Union dans le Kentucky, et espère que Van Dorn coopérera avec le Price. Price interprète les ordres de Bragg comme s'il devait attaquer les forces de l'Union. Van Dorn, cependant, choisit de se déplacer contre les forces de l'Union qui menacent Vicksburg et lance une attaque sur Baton Rouge, en Louisiane, qui échoue ; il propose ensuite une attaque conjointe avec Price sur Corinth. Price, à ce moment-là, décide de ne pas attendre Van Dorn pour avancer sur Iuka, capturant la ville le 14 septembre. Deux colonnes de l'Union, commandées par Grant et Rosecrans, convergent sur Iuka le 19 septembre ; Price attaque la force de Rosecrans et en raison de la mauvaise communication et une ombre acoustique Grant ne parvient pas à attaquer de concert. Quand il découvre que Grant approche du nord-ouest, Price décide de se retirer avant d'être encerclé.
Price se joint à Van Dorn à Ripley, Mississippi, le 28 septembre et se place lui-même sous son commandement. L'armée de Price est rebaptisée en corps de Price ; les autres parties de l'armée de Van Dorn sont les forces de son district du Mississippi, la division d'infanterie de Mansfield Lovell et une petite brigade de cavalerie commandée par le colonel W. H. Jackson (cette force est rattachée directement à Van Dorn). Van Dorn lance ensuite une offensive planifiée contre Corinth : les confédérés marcheront en premier sur Pocahontas, à 31 kilomètres (19 miles) au nord-ouest de Corinth, pour désorienter Grant et Rosecrans, puis attaqueront Corinth, avant que les forces de l'Union ne puissent se concentrer. Bien que plusieurs officiers, y compris Price et Lovell, sont opposés au plan, ils suivent néanmoins les ordres de Van Dorn. La marche commence le 29 septembre 1862 et les confédérés arrivent à l'extérieur de Corinth, le 3 octobre.
La bataille de Corinth de deux jours commence le 3 octobre, avec des attaques confédérées submergeant les tranchées de la première ligne de l'Union au nord de Corinth. Une grande partie des combats est faite par le corps de Price sur la gauche confédérée ; Lovell sur la droite confédérée s'empare des positions initiales de l'Union, puis s'arrête, peut-être en raison de son opposition à la campagne. Price doit arrêter ses attaques à la tombée du crépuscule en raison de l'augmentation de la désorganisation de ses divisions et de l'inactivité de Lovell. Le lendemain, Van Dorn prévoit une autre série d'attaques, commençant à la lumière du jour avec la division de Louis Hebert du corps de Price sur le flanc gauche, avec le reste des unités poursuivant l'attaque. Cependant, l'attaque est retardée lorsque Hebert annonce qu'il est malade et que son successeur doit être informé du plan d'attaque et doit mettre sa division en position. Les deux divisions de Price sont en mesure de capturer plusieurs parties de la seconde ligne de fortifications de l'Union, avec quelques unités entrant dans la ville de Corinth, mais des contre-attaques de l'Union forcent les confédérés à reculer. Lovell ne parvient pas à attaquer.
Après que les attaques de Price sont repoussées, Van Dorn décide de se retirer vers le pont de Davis au-dessus de la rivière Hatchie dans la soirée, avec le corps de Price en avant et la division de Lovell division servant comme arrière-garde ; il examine brièvement une nouvelle attaque de Corinth à partir du sud-ouest, mais en est dissuadé par Price. Le lendemain, les confédérés apprennent qu'une autre force de l'Union commandée par Stephen A. Hurlbut approche par l'ouest vers le pont de Davis, coupant ainsi la ligne de retraite confédérée. Une des divisions de Price ont la tâche de retarder Hurlbut jusqu'à ce que le reste de l'armée parvienne à un autre passage à neuf kilomètres six cents (six miles) au sud ; au cours de l'engagement qui en résulte, les confédérés sont en mesure de retarder suffisamment Hurlbut pour leur permettre de s'échapper. Van Dorn atteint Ripley le 7 octobre, mais en raison du mauvais état de son armée et de la pénurie de fournitures à Ripley, il décide de continuer sur Holly Springs.
Au cours de la campagne de Corinth, Price perd plus de 3 700 victimes sur 13 800 hommes, près de 35 % de sa force ; Lovell, en revanche, ne perd seulement que 570 sur 7 000 hommes. Lovell et Van Dorn sont tous les deux blâmés pour la défaite des confédérés, dont Lovell surtout critiqué par les troupes de Price. En décembre, le commandement de Van Dorn est supprimé et fusionné avec le commandement de Price dans un nouveau département du Mississippi et de la Louisiane oriantale commandé par John C. Pemberton ; Van Dorn lui-même est affecté à un corps de cavalerie.